# Sjatojskij

Sjatojskijs läge i Tjetjenien anno 2009.

Sjatojskij (ryska: Шатойский) är ett bergsdominerat distrikt (rajon) i södra Tjetjenien i sydvästra Ryssland med administrativt centrum i staden Sjatoj. Genom distriktet flyter floden Argun. Distriktet gränsar i norr till distriktet Groznenskij (där huvudstaden Groznyj ligger), i söder till distriktet Itum-Kalinskij , i öster till distriktet Sjarojskij och i väster till distriktet Urus-Martanovskij. I samband med första och andra Tjetjenienkrigen har tre slag utkämpats i distriktet.